# Harald Konopka
Harald Konopka, né le 18 novembre 1952 à Echtz un quartier de Düren en Rhénanie-du-Nord-Westphalie, est un footballeur international allemand. Il jouait au poste de défenseur.

## Biographie
Harald Konopka commence le football dans le club de son quartier, le Teutonia Echtz, puis dans le plus grand club de sa ville natale le SG Düren 99. En 1971, lorsqu'il joue dans les équipes jeunes du 1. FC Cologne, il fait partie de l'équipe nationale junior, et remporte le championnat allemand des juniors en fin de saison 1970-1971.

### En club
Pour la saison suivante 1971-1972, il obtient un contrat professionnel et commence de suite dans l'équipe première du FC Cologne, il fait ses débuts en Bundesliga le 14 août 1971, lors d'un match nul 0 à 0 contre Werder Brême et enchaîne en septembre en Coupe de l'UEFA lors du match nul 1 à 1 chez l'AS Saint-Étienne. Dès le mois de novembre suivant il est convoqué dans l'équipe d'Allemagne des moins de 23 ans. Lors de sa première saison professionnelle Harald Konopka que ses partenaires appellent Harry jouera 33 matchs, et son club termine à la 4e place du championnat. La saison suivante Cologne termine vice-champion d'Allemagne, Konopka disputera 28 rencontres, il rentrera à la 71e minute de la célèbre finale de la Coupe d'Allemagne 1973 perdue contre Borussia Mönchengladbach.
Avec le retour de Hennes Weisweiler au poste d'entraineur, le jeune défenseur connu pour sa rudesse apprit à relancer et centrer. Les longues passes et centres de Konopka devenaient des passes décisives pour l'attaquant Dieter Müller (qui marquera 34 buts lors de la saison 1976-1977). En fin de saison, Cologne remporte la Coupe d'Allemagne 1977, puis défendra son trophée la saison suivante pour remporter le doublé coupe-championnat. Lors de la saison du doublé, Konopka joue 31 matchs et marque trois buts. À la suite de ces performances, il fera partie de l'équipe d'Allemagne de l'Ouest à la Coupe du monde 1978 en Argentine, il entrera en jeu uniquement dans le match contre l'Italie.
Lors de la saison 1981-1982 Cologne sera de nouveau vice-champion, La saison suivante Konopka ne jouera que 15 matchs, mais remportera la quatrième Coupe d'Allemagne du club, sa troisième. Konopka ne jouera que lors de la première journée de la saison 1983-1984, puis acceptera une offre du Borussia Dortmund lors de la trêve hivernale.
En fin de saison 1983-1984, Konopka arrête sa carrière de joueur, il aura disputé 352 matchs de championnat et marqué 21 buts, au total pour le FC Cologne il aura joué 450 matchs, dont 59 matchs européens.
Après sa carrière de footballeur, il entraîne le club de sa ville, le SSG 09 Bergisch Gladbach qu'il amènera des ligues inférieures jusqu'en quatrième division. En novembre 2021 à 68 ans il fait son retour au FC Cologne en étant élu au conseil d'administration. Une fois par mois il propose des visites commentés du stade du FC Cologne, le RheinEnergieStadion.

### En équipe nationale
Harald Konopka arrive tardivement dans les sélections nationales allemandes. Il est pour la première fois convoqué avec les moins de 23 ans le 16 novembre 1971. Il reste avec les moins de 23 ans jusqu'en 1973. Il joue ensuite régulièrement avec l'équipe B. En avril 1978, il joue un match à Norrköping. Le lendemain, Berti Vogts, latéral droit titulaire de l'équipe nationale et un des leaders de l'équipe, se blesse. C'est Konopka qui est appelé pour couvrir le poste en cas de nouvelle blessure. Il se retrouve ainsi sélectionné pour participer à la Coupe du monde de football 1978 en Argentine. Lors de la coupe du monde Konopka foule une seule fois le terrain : il entre en jeu le 17 juin 1978 lors du match du deuxième tour contre l'Italie. Il remplace à la 53e minute Herbert Zimmermann. C'est sa toute première sélection en équipe nationale.
Sa deuxième sélection a lieu un an plus tard, le 26 mai 1979 à l'occasion d'un match amical contre l'Islande. Cette fois-ci Konopka est titulaire dans une équipe très jeune, avec à peine 13 sélections de moyenne par joueur, mais une nouvelle génération conquérante comprenant Bernd Forster, Bernd Schuster, Dieter Hoeneß ou Toni Schumacher pour qui c'est la première sélection. L'Allemagne s'impose 1-3 à Reykjavík.
Konopka n'aura disputé que deux matchs avec équipe d'Allemagne de l'Ouest, la position d'arrière droit étant occupée par Berti Vogts puis plus tard par Manfred Kaltz, la concurrence est alors si forte qu'il est difficile de les détrôner.

## Style de jeu
Harald Konopka était connu pour être un défenseur rude, après l'arrivée de Hennes Weisweiler au poste d'entraineur, il devait améliorer sa technique de centres, à force d'entrainements il devint un des meilleurs centreurs allemands.

Citation : 

« Wenn Du gegrätscht hast, mussten Ball und Gegner weg sein (Si tu tacles, le ballon et l'adversaire ne doivent plus être là) »

— Harald Konopka

## Palmarès
- Champion d'Allemagne en 1978 avec le FC Cologne
- Vice-Champion d'Allemagne en 1973 et 1982 avec le FC Cologne
- Vainqueur de la Coupe d'Allemagne en 1977, 1978 et 1983 avec le FC Cologne
- Finaliste de la Coupe d'Allemagne en 1973 et 1980 avec le FC Cologne

## Sources
- (de) Fritz Tauber, Deutsche Fußballnationalspieler : Spielerstatistiken von A bis Z., Kassel, Agnon, 2012 (ISBN 978-3-89784-397-4).